# Norra Liksjön
Norra Liksjön är en sjö i Torsby kommun i Värmland och ingår i Göta älvs huvudavrinningsområde. Sjön är 10,6 meter djup, har en yta på 0,3 kvadratkilometer och befinner sig 438 meter över havet. Sjön avvattnas av vattendraget Tvärlikan. Vid provfiske har abborre fångats i sjön.

## Delavrinningsområde
Norra Liksjön ingår i det delavrinningsområde (673468-134965) som SMHI kallar för Utloppet av Södra Liksjön. Medelhöjden är 498 meter över havet och ytan är 25,83 kvadratkilometer. Det finns inga avrinningsområden uppströms utan avrinningsområdet är högsta punkten. Tvärlikan som avvattnar avrinningsområdet har biflödesordning 3, vilket innebär att vattnet flödar genom totalt 3 vattendrag innan det når havet efter 447 kilometer. Avrinningsområdet består mestadels av skog (77 procent) och sankmarker (18 procent). Avrinningsområdet har 0,77 kvadratkilometer vattenytor vilket ger det en sjöprocent på 3 procent.